# روبرتو مندرسی
روبرتو مندرسی (انگلیسی: Roberto Mandressi؛ زادهٔ ۱۹ نوامبر ۱۹۶۰) بازیکن فوتبال اهل ایتالیا است.
از باشگاه‌هایی که در آن بازی کرده‌است می‌توان به باشگاه فوتبال آ.ث. میلان، باشگاه فوتبال پیاچنزا، باشگاه فوتبال کاتانیا، باشگاه فوتبال دلفینو پسکارا و باشگاه فوتبال کومو اشاره کرد.